# Coquette d'Hélène
Lophornis helenae
Espèce
Répartition géographique
Statut de conservation UICN

 LC  : Préoccupation mineure
Statut CITES
La Coquette d'Hélène (Lophornis helenae) est une espèce d'oiseaux de la famille des Trochilidae.

## Nomenclature
Cet oiseau a été nommé en l'honneur de la princesse Hélène d'Orléans.

## Description
Le mâle a le dessus de la tête vert métallique foncé, les longues plumes aciculaires ou filamenteuses de la crête occipitale noir-verdâtre. La nuque, l'arrière du cou, les dos, les scapulaires et la couverture alaire vert-bronze métallique. La partie inférieure du croupion et la partie supérieure de la couverture caudale suintante noirâtre, plus ou moins lustrées de bronze et séparées du vert de la partie supérieure du croupion et du dos par une étroite bande chamois-blanc ou légèrement terne, au milieu du croupion. Les rectrices médianes bronze-verdâtre terne ou bronze-olive passant au sombre aux extrémités et cannelle-roux, plus ou moins diffus, à la base. Les autres rectrices cannelle-roux bordées sur le plumage externe de bronze-verdâtre. Les rémiges sombres légèrement satinées de violacé. Le menton et la partie supérieure de la gorge vert métallique brillant brusquement interrompu de la partie inférieure de la gorge par une tache de plumes noires allongées formant un contour semi-circulaire. De chaque côté de cette tache, une touffe de plumes allongées chamois (plus ou moins profond) en forme de bouclier mas avec une bande supérieure noir velouté formant des stries bien définies. La poitrine bronze métallique (variant du verdâtre au doré brillant). L'abdomen et les flancs tachetés de bronze métallique. Le dessus de la couverture caudale roux-cannelle avec un centre brun-grisâtre plus ou moins visible. Le bec brunâtre clair ou blanchâtre généralement terminé de sombre, l'œil brun foncé et les pattes brunâtre.

La femelle a les parties supérieures vert métallique foncé ou vert-bronze, plus brillant sur le dos. Le croupion est identique au mâle mais avec une bande blanche étroite en son milieu. L'extrémité inférieure de celui-ci et le dessus de la couverture caudale noir satiné de bronze. Les rectrices médianes olive-bronze terminées noirâtre, avec la base cannelle-roux. Les autres rectrices cannelle-roux traversées par une large bande subterminale noire. Les rémiges sombre légèrement satinées de violacé. Les régions lorale, suborbitale et auriculaire uniformément noirâtre. La région malaire, menton et gorge variant de chamois-grisâtre à brun pâle ou de chamois foncé à roux-cannelle pâle, parfois minutieusement moucheté sombre ou bronze. La poitrine bronze métallique presque uniforme. Le reste des parties inférieures (sauf le dessous de la couverture caudale roux-cannelle) blanc tacheté de bronze métallique. Le bec sombre avec la mandibule brun pâle à la base et sombre à l'extrémité.

## Répartition
Cet oiseau est présent au Belize, au Costa Rica, au Guatemala, au Honduras, au Mexique et au Nicaragua.

## Habitats
Cet oiseau peuple les forêts tropicales et subtropicales humides de plaines et de montagne mais aussi les anciennes forêts fortement dégradées.

## Nidification
Son nid est placé dans un arbuste, un buisson ou un arbre. Il est en forme de coupe fait de fibres végétales tissées ensemble et de mousse verte à l'extérieur pour le camouflage. L'intérieur est tapissé de fibres végétales, de poils d'animaux et de plumes.

Elle y dépose 2 œufs blancs couvés par la femelle seule tandis que la mâle défend son territoire et la nourrit.